# 赵如柏
赵如柏（1939年8月—2020年2月18日），男，江苏洪泽人，中国工艺美术家，扬州漆器髹饰技艺代表性传承人。

## 生平
1939年8月出生于江苏省洪泽县农村。1956年10月进入扬州漆器生产合作社，师从漆器艺人梁国海。1958年9月至1961年8月，在南京艺术学院工艺美术专修科学习。毕业后回厂担任技术员。1980年开始从事木雕点螺漆器的制作与技艺指导工作，历任扬州漆器厂工艺制作室副主任、主任、技术指导等职，是中国工艺美术学会会员。对红雕漆和装饰雕、古楠木雕、漆砂砚的髹饰有深入研究。1994年获高级工艺美术师职称。1996年被授予中国工艺美术大师称号。1998年开始享受国务院政府特殊津贴。1999年8月退休，返聘为扬州漆器厂高级顾问。2020年2月18日逝世，终年80岁。

## 作品
代表作品有古楠木雕点螺漆器《大涤草堂》、漆砂砚《醉翁亭》、古金丝楠木雕点螺巨型漆砂砚《泰山览胜》、木雕点螺漆器《灵峰揖秀》、古金丝楠木雕座屏《仿古山水》、古楠木雕台屏《春溪幽谷图》等。其中《醉翁亭》曾作为国家礼品赠送给日本前首相中曾根康弘。